# 비방트
비반테 코퍼레이션(Vivante Corporation)은 GPU IP 솔루션 반도체 회사이다. 본사는 캘리포니아주 샌타클래라에, R&D센터는 중국 상하이, 청두에 위치해 있다. 2004년 포터블 게이밍 시장을 목표로 GiQuila라는 이름으로 설립되었다. 회사의 첫번째 제품은 PC 게임 실행에 최적화 된 다이렉트 X 호환 GPU이다. 2007년에 GiQuila는 비반테로 이름을 바꾸면서 임베디드 GPU 설계로 회사의 목표를 전환했다. 비반테는 반도체 제조업체들에게 HD 홈엔터테인먼트, 모바일게임, 이미지 프로세싱, 자동차 디스플레이 및 엔터테인먼트를 제공하는 Mobile Visual Reality 설계 IP를 제공하고 있다.
비반테는 HSA Foundation(이기종 시스템 아키텍처 협회)의 기여자의 이름에서 따왔다.

## 같이 보기
- 파워VR
- 아드레노
- 엔비디아 테그라